# Ашурова, Светлана Даниловна
Светлана Даниловна Ашурова  (8 августа 1944, Дербент — 4 апреля 2019, Москва) — советский, российский филолог-лингвист, представитель Московской филологической, лингвистической школы. Специалист по методологии русского языка, билингвизму (двуязычию) народов СССР, Российской Федерации, фонологии, транскрипции, орфографии, морфологии, семиотике, истории лингвистики.

## Биография
Родилась в семье известного советского общественного, хозяйственного деятеля Д.И. Ашурова ДАССР (часто общался и дружил с поэтом Расулом Гамзатовым) и врача М.М. Ашуровой, урождённой Абрамовой. После окончания школы в 1962 г. поступила в МГПИ им. В.И.Ленина на филологический факультет, где в то время преподавал выдающийся российский, советский философ, филолог, писатель и видный деятель культуры А.Ф. Лосев. Светлана Даниловна всегда с гордостью отмечала, что является ученицей А.Ф. Лосева. В 1966 г. на отлично защитила диплом, ей была присвоена квалификация учитель русского языка и литературы, звание учителя средней школы. Была рекомендована Кафедрой общего языкознания в аспирантуру МГПИ им. В.И. Ленина, окончила в 1971 г. и своевременно, в том же году, успешно защитила кандидатскую диссертацию по теме «Об одном из активных в русском языке способов номинации, происходящем на основе субстантивных сочетаний», присвоена учёная степень кандидата филологических наук. В 1971 г. была распределена в НИИ национальных школ МП РСФСР, где работала сначала в должности мл. научного сотрудника, а с 1975 —1994 г.г. ст. научным сотрудником. С основания (1995) Московского городского педагогического университета начала в нём работать на должности профессора, по сути дела, являясь одним из его создателей. В 2013 г. ВАКом присвоено учёное звание профессора (без защиты докторской). Профессор кафедры филологических дисциплин и методики их преподавания в начальной школе Института педагогики и психологии образования Московского городского педагогического университета.

Почетная грамот «За участие в создании и развитии университета», МГПУ (2000)

Почетная грамота Правительства Москвы, Департамента образования «За многолетнюю плодотворную работу по подготовке педагогических кадров для учреждений образования г.Москвы» (2004)

Почетная грамота «Лауреат конкурса институциональных грантов Москвы в сфере профессионального образования в 2008 г.» (2008)

Почетная грамота «Лауреат конкурса на лучшую научно-исследовательскую работу МГПУ в номинации «Лучший учебник» (2008)

Памятный знак «За заслуги перед университетом» Департамента образования города Москвы, МГПУ (2012)

## Вклад в науку
С.Д. Ашурова автор классической линии учебников «Русский язык 5-7 классов, для общеобразовательных учреждений с русским (неродным) и родным (нерусским) языком обучения» (5 класс 1-е издание 1997 — 13-е издание 2012; 6 класс 1-е издание 1999, 11-е издание 2012; 7 класс 1-е издание 2001, 10-е издание 2012).
С.Д. Ашурова является автором инновационного УМК «Русский язык» для 5, 6, 7 классов общеобразовательных учреждений с русским (неродным) и родным (нерусским) языком обучения, который рекомендован Минобрнауки РФ на основе экспертизы РАН и РАО. Комплект получил признание учителей, педагогической общественности в регионах РФ, выпускается издательством «Просвещение»: учебник для 5-го - 14 изданий, для 6-го - 12, для 7-го - 11. В 2012 г. УМК «Русский язык» стал лауреатом в номинации «Лучший учебник» в ИППО ГБОУ ВПО МГПУ.

Проекты: В составе авторского коллектива (МГПУ) разрабатывала «Комплексную систему обучения детей мигрантов русскому языку и русской культуре в поликультурной начальной школе г. Москвы» (коллективная монография, 2016);

Принимала деятельное участие в создании УМК «Русский язык» (5-6 классы) для детей мигрантов и переселенцев в рамках исполнения контракта с Минобрнауки РФ издательством «Просвещение» № 09. № 44.120082 от 21.11.2014 г. (публикация 2015).

Международные мероприятия:
- В 1978, 1979 г. выезжала в Народную Республику Болгарию, г. София, для преподавания на краткосрочных курсах русского языка.
- В 1986 г. участвовала в работе VI Конгресса МАПРЯЛ «Научные традиции и новые направления в преподавании русского языка и литературы» в г. Будапеште, Венгерская Народная Республика.
- Как ведущий специалист проводила комплексные мероприятия в рамках Федеральной целевой программы «Русский язык» на 2011 - 2015 гг., реализацию которой осуществляло Федеральное агентство по делам Содружества Независимых Государств, соотечественников, проживающих за рубежом, и по международному гуманитарному сотрудничеству (Россотрудничество), МГПУ. Целью программы было проведение научно-методических и культурно- просветительских мероприятий, направленных на сохранение русского языка соотечественников, проживающих за рубежом.
  1. Мероприятия проходили в октябре 2012г. во Франции (Париж, Страсбург), Бельгии (Брюссель, Ватерлоо) на базе Российских центров науки и культуры, университетов, русских школ.
  2. В октябре 2013 года была приглашена для работы в Ежегодной методической мастерской для преподавателей-русистов стран СНГ и Балтии на базе Института славянских языков и культур Таллиннского университета.
  3. В октябре 2014 г. участвовала в Ежегодной методической мастерской в Таджикистане (г. Душанбе) на базе Таджикского национального университета с участием фонда «Русский мир», общества дружбы «Таджикистан - Россия».
  4. В 2015 г. мероприятия проходили в Азербайджане (г. Баку, г. Хачмаз). В соответствии с утвержденными с двух сторон (Россия - независимые страны содружества) программами С.Д. Ашуровой были проведены мастер-классы, методические семинары по преподаванию русского языка как иностранного, круглые столы, презентации учебных материалов и инновационных образовательных программ на основе УМК «Русский язык» для 5-9 классов образовательных учреждений РФ.
- В 2016 г. участвовала в Международном семинаре «Образование, гражданственность и межнациональное согласие: взаимодействие общества и школы из цикла «Диалог цивилизации и межкультурное сотрудничество» (г. Москва, Колонный Зал Дома Союзов).

## Семья
- Отец - Данил Изьягуевич Ашуров, советский общественный, хозяйственный деятель, депутат Верховного Совета Дагестана 1948 — 1965 г.г., Председатель Горисполкома Дербента 1961 — 1967 г.г. Многие годы работал директором научно-реставрационной мастерской крепости «Нарын-кала». (1913—1990).
- Мать - Мария Михайловна Ашурова (девичья фамилия Абрамова), врач - "Отличник здравоохранения (СССР)". (1921-1998).
- Брат - Геннадий Данилович Ашуров, к.техн.н. Национальный исследовательский университет «Московский институт электронной техники»(1948-).
- Сестра - Людмила Даниловна Ашурова, кардиолог, кандидат медицинских наук, сорок шесть лет проработала в системе здравоохранения Москвы, является экспертом московского городского фонда ОМС по кардиологии.
 Автор нескольких патентов. (1950-).
- Дочь - Татьяна Ашурова, художник-модельер, стилист 2004г. Московский государственный текстильный университет им. А. Н. Косыгина (1981-).